# هيديماسا هوشينو
هيديماسا هوشينو (باليابانية: 星野英正؛ بالكانا: ほしの ひでまさ) هو لاعب غولف ياباني، ولد في 19 سبتمبر 1977 في مياغي في اليابان.

## وصلات خارجية
- هيديماسا هوشينو على موقع رابطة اليابان للاعبي الغولف المحترفين (الإنجليزية)
- هيديماسا هوشينو على موقع التصنيف العالمي الرسمي للغولف (الإنجليزية)